# カテラ
カテラ（英: Katerra Inc.）は、アメリカ合衆国カリフォルニア州メンローパークに本社を置くコンストラクションテックのスタートアップ。フレクストロニクスやテスラでCEOを務めたMichael Marks、Silver LakeのマネージングディレクターJim Davidson、住宅会社Wolff CompanyのFritz H. Wolffによって設立された。モトローラモビリティやGoogleでサプライチェーンを担ってきたMark RandallがCEOをつとめる。カテラは業界で初めて設計施工、部品調達のサプライチェーン・ロジスティクスから顧客サービスまでエンドツーエンドで提供しており、垂直統合により製造現場のICT化を実現し工期短縮・コストやカーボンフットプリントの削減を試みている。

## 概要
従来の建設ベンチャー企業は建設会社から独立した技術者が新開発した材料や施工方法を売り物にする事例が多かったが、カテラは建設業界の外で活躍してきた幹部が多くICTを用いた生産性向上を売りにしている。
建設業界ではコミュニケーションツールにはいまだに電話や紙が重用されているなどICTの導入は他の業界より遅れている。(原因として工事現場ごとに業務が異なりICTの活かせる標準化が難しい点、様々な出入り業者に対して情報をWEBで受け渡すよりも紙で渡したほうがアクセス権の管理が容易である点が挙げられている。)
カテラは前述の通り建設業においてもICTを活用して設計・材料調達・製造・物流・建築施工を垂直統合で行いBIMとサプライチェーンのERPを結合させた。通常の建設会社ではベンダーやサプライヤーから納入されるバラバラの納期は混乱の元となっていたが、カテラでは材料発注、製造、追跡、配送がシームレスに扱えるようにして最適なタイミングで無駄なく現場へ資材や製品を供給可能にした。これにより建設現場では資材現場待ちのロスはなくなり計画通りのプロセスが遂行できるようになった。
顧客が高齢者住宅や複数世帯住宅やドミトリーといった希望の住居タイプを発注するとCraig Curtisらが率いる子会社のKaterra Architecture, LLCや提携するデザインコンソーシアムによって最適なデザインが作られ、アリゾナ州フェニックスの製造拠点でトラス構造屋根、床システム、外装パネル、内装壁パネルといった標準化されたCLTコンポーネントを組み立てて製造現場に引き渡す流れとなる。

## 沿革
- 2015年1月28日 - Katerra Inc.設立
- 2016年3月29日 - シリーズAラウンドでFoxconn Technologyなどより7,560万ドル調達[9]
- 2017年4月13日 - シリーズCラウンドでGreenoaks Capital、Moore Capital Management、Khosla Ventures、DFJ、Foxconnより1億3,000万ドル調達[10]
- 2017年4月24日 - United Renovations社と合併[11]
- 2017年6月19日 - Nystrom Olson社を買収[12]
- 2017年7月31日 - CLT耐力壁の評価試験に成功[13]
- 2017年9月26日 - ワシントン州スポケーンにCLT生産の新工場の開設計画を発表[14]
- 2018年1月24日 - シリーズDラウンドでソフトバンク・ビジョン・ファンド、Four Score Capitalなどより8億6,500万ドル調達[15]